# 苏洛乡
苏洛乡，是中华人民共和国四川省凉山彝族自治州美姑县曾经下辖的一个乡。2021年1月12日，撤销候播乃拖乡和苏洛乡，设立候播乃拖镇。以原候播乃拖乡和原苏洛乡所属行政区域为候播乃拖镇的行政区域。

## 行政区划
苏洛乡撤销前下辖以下地区：
耿木村、峨洛村、苏洛村、依所解村、红曲觉村和尔格达村。